# Asmate unilineata
Asmate unilineata là một loài bướm đêm trong họ Geometridae.